# Goniosoma
Goniosoma is een geslacht van hooiwagens uit de familie Gonyleptidae.
De wetenschappelijke naam Goniosoma is voor het eerst geldig gepubliceerd door Perty in 1833. 

## Soorten
Goniosoma omvat de volgende 22 soorten:
- Goniosoma albiscriptum
- Goniosoma badium
- Goniosoma calcar
- Goniosoma calcariferum
- Goniosoma catarina
- Goniosoma dentipes
- Goniosoma ensifer
- Goniosoma geniculatum
- Goniosoma lepidum
- Goniosoma modestum
- Goniosoma monacanthum
- Goniosoma obscurum
- Goniosoma patruele
- Goniosoma roridum
- Goniosoma spelaeum
- Goniosoma tetrasetae
- Goniosoma tijuca
- Goniosoma varium
- Goniosoma vatrax
- Goniosoma venustum
- Goniosoma versicolor
- Goniosoma xanthophthalmum